# Igor Horoșev
Igor Petrovici Horoșev (n. 14 iulie 1965, Moscova) este un claviaturist rus ce locuiește în SUA și este cel mai cunoscut pentru activitatea cu Yes din 1997 până în 2001. Khoroshev a apărut pe albumele lor de studio Open Your Eyes și The Ladder precum și pe albumul live House of Yes: Live from House of Blues.